# Abatimentos sobre compras e vendas
Em contabilidade, abatimentos sobre compras e vendas são uma ferramenta de redução de preço, combinada pelo vendedor e o cliente, para que não haja a devolução da venda ou para que o cliente não se recuse a aceitar o serviço prestado. Após o recebimento das mercadorias, o comprador pode constatar algum problema a elas relacionado. As mercadorias podem não estar de acordo com o pedido, apresentar defeito etc. Para que não ocorra a devolução, o vendedor concede uma redução de preço, que recebe o nome de abatimento. No caso de prestação de serviços, o abatimento tem características semelhantes às das operações com mercadorias de vários tipos.

## Rubrica de Abatimentos sobre Vendas
A conta contábil Abatimentos sobre Vendas é uma dedução da receita bruta. O abatimento não provoca ajustes no estoque, nem no Custo das mercadorias vendidas (CMV), uma vez que as mercadorias não retornam ao estabelecimento do vendedor. O ICMS não é afetado pelo abatimento, apesar de o valor recebido ou a receber do cliente ter sido reduzido. O imposto a recolher corresponde ao valor original da operação de venda. Assim, os abatimentos não se referem a descontos financeiros por pagamentos antecipados, que são tratados como despesas financeiras, e não incluem também descontos de preço dados no momento da venda, que são deduzidos diretamente nas Notas Fiscais. Entretanto, há empresas que adotam sistemas de contabilização das vendas de forma a registrar as vendas brutas pelos preços normais e debitar em conta especial de descontos comerciais as reduções dadas no preço, relativas a clientes especiais, grandes volumes, etc., para controle desses descontos. Nesse caso, tal conta deve também figurar como redução da conta receita bruta de vendas.

### Exemplo
Considerando-se que uma empresa comercial atacadista de gêneros alimentícios tenha adquirido 100 kg (cem quilos) de carne e, por um atraso na entrega do produto, tenha recebido um abatimento no valor de R$ 10,00 por quilo.
A nota fiscal referente à aquisição apresenta os seguintes dados:
Valor unitário (kg) ...............................................R$ 50,00
Valor total da Nota Fiscal.......................................R$ 5.000,00
ICMS(18%) .......................................................R$ 900,00
Abatimento concedido ........................................ R$  1.000,00
O registro contábil referente à compra poderá ser efetuado da seguinte forma:
I - Na empresa adquirente do produto
- Pelo valor constante da Nota Fiscal:

D –Mercadorias (Ativo Circulante) ........................ R$ 4.100,00
D – ICMS a recuperar (Ativo Circulante)................. R$ 900,00
C –Fornecedores (Passivo Circulante) ..................  R$ 5.000,00
- Pelo abatimento recebido:

D –Fornecedores (Passivo Circulante) .................. R$ 5.000,00
C –Descontos obtidos (Resultado) ....................... R$ 1.000,00
C –Caixa/Bancos (Ativo Circulante) ..................... R$ 4.000,00
II - Na empresa vendedora do produto
- Pela venda da mercadoria:

D –Duplicatas a receber (Ativo Circulante)
C –Receita de vendas (Resultado) .........................R$ 5.000,00
- Pelo valor do ICMS:

D – ICMS sobre vendas (Resultado)
C – ICMS a recolher (Passivo Circulante) .................R$ 1.000,00
- Pelo abatimento concedido sobre as vendas:

D –Abatimento sobre vendas (Resultado)
C –Duplicatas a receber (Ativo Circulante) ..............R$ 1.000,00

## Legislação
Segundo, o artigo 187 da  Lei nº 6.404/1976, de 15 de dezembro de 1976 (Lei das Sociedades por Ações),  instituiu a Demonstração do Resultado do Exercício (DRE), o abatimento é direcionado para a DRE.
De acordo com a legislação mencionada, as empresas deverão na Demonstração do Resultado do Exercício discriminar:
-  a Receita Bruta das vendas e serviços, as deduções das vendas, os abatimentos e os impostos;
-  a receita líquida das vendas e serviços, o custo das mercadorias e  serviços vendidos e o lucro bruto;
-  as despesas com as vendas, as despesas financeiras, deduzidas das receitas, as despesas gerais e administrativas, e outras despesas operacionais;
-  o lucro ou prejuízo operacional, as outras receitas e as outras despesas;
-  o resultado do exercício antes do Imposto sobre a Renda e a provisão para o imposto;
-  as participações de debêntures, empregados, administradores e partes beneficiárias, mesmo na forma de instrumentos financeiros, e de instituições ou fundos de assistência ou previdência de empregados, que não se  caracterizem como despesa;
-  o lucro ou prejuízo líquido do exercício e o seu montante por ação do capital social.

## Contabilização de fatos que alteram os valores de compras e vendas

### Devoluções e abatimentos
Quando um comerciante se vê prejudicado ao receber certa mercadoria cujo tipo, qualidade, preço ou qualquer outro fator esteja em desacordo com o seu pedido, ou com a nota fiscal, ou mesmo com as condições físicas normais que deveria cercar o produto, pode ele adotar uma das seguintes medidas:
a) Devolver a mercadoria, total ou parcialmente; e
b) Solicitar um abatimento ao vendedor, tais aspectos poderão ser examinados tanto ao ponto de vista do Vendedor como do Comprador.

#### 1°) Para o Vendedor;
A devolução e abatimento da mercadoria vendida deverão, de preferência, ser registrados em contas próprias, já que, se o vendedor procedesse simplesmente ao estorno do lançamento feito por ocasião da venda, deixaria de ter a informação relativa aos valores das devoluções e abatimentos do período, pois a conta de Vendas daria diretamente valor líquido. Ambos alteram o valor das vendas, porém é melhor deixá-los registrados em contas específicas para o acerto no dia da apuração do resultado. Assim, os lançamentos ficarão:

##### No caso de Devolução

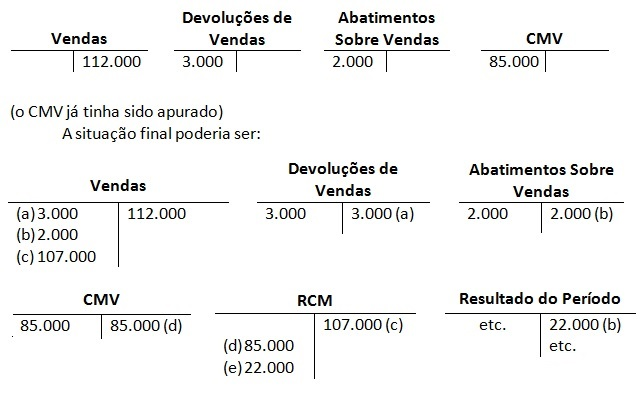
Exemplo 1

Devoluções de Vendas
A caixa (ou clientes)

##### E, no caso de Abatimento
Abatimento sobre Vendas
a caixa (ou clientes)
Os saldos de tais contas, no fim do período, serão jogados contra o saldo de Vendas, para apuração do valor das vendas líquidas:
Vendas
a Diversos
Devolução de Vendas
a Abatimentos sobre Vendas

##### Exemplo I
suponhamos a seguinte situação demonstrada na imagem ao lado:

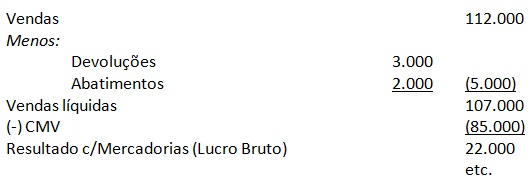
Demonstração do Resultado do Exercício do Exemplo 1

A Demonstração do Resultado na forma dedutiva fica de acordo com a imagem a seguir:

#### 2°) Para o comprador;
A devolução ou o abatimento alteram o valor das suas compras; da mesma forma que no caso do vendedor, deverá ele abrir, de preferência, contas específicas para tais fatos, para com isso obter melhores informações. No seu caso, os lançamentos ficarão:

##### Na Devolução
Fornecedores (ou caixa)
a devolução de compras

##### No abatimento
Caixa (ou fornecedores)
a abatimentos s/compras
No final do mês ou do período, os saldos de tais contas serão lançados na de Compras, se estiver utilizando o inventário periódico, ou na de mercadorias, estiver usando o inventário permanente; no periódico:

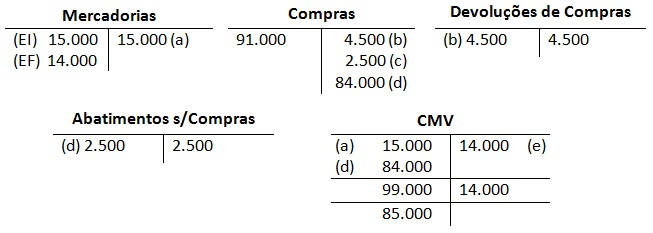
O CMV apurado no exemplo 1 poderia ter apresentado tais valores

Diversos
a compras
Devoluções de compras
Abatimentos sobre Compras

##### Exemplo 2
O CMV apurado anteriormente de $85.000 poderia ter apresentado os seguintes valores demonstrados na imagem à esquerda:

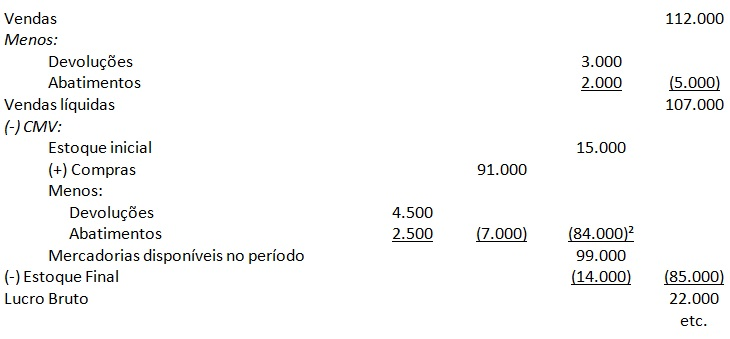
DRE do exemplo 2

A demonstração na forma dedutiva logo abaixo:
Devoluções e abatimentos alteram o valor das compras ou das vendas, diminuindo-as.
No caso de inventário permanente, poderíamos ter: (última imagem)
Diversos
a mercadorias
Devolução de compras
Abatimento sobre Compras
(²) $ 84.000 correspondem às Compras Líquidas.
Só que esses encerramentos das contas de devoluções e abatimentos devem ser feitas mensalmente para que o saldo de Mercadorias esteja correto ao final de cada mês. A mesma demonstração anterior poderia ser feita.
Também poderiam as devoluções e os abatimentos ser registrados diretamente em Mercadorias. Com isso o saldo contábil dessa conta poderia, todo dia, estar "batendo" com as fichas de estoque. Mas isso não é normalmente requerido. O que se quer, para uma boa gestão, é, quase sempre, balanços mensais e só aí é obrigatória a exatidão das contas.

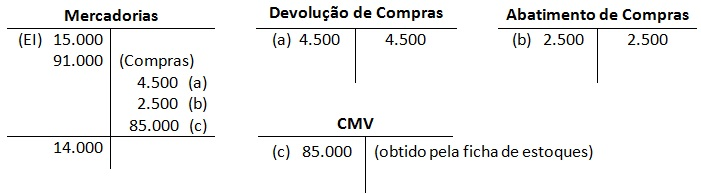
No caso de Inventário Permanente

O uso dessas contas específicas é muito útil para se ter o controle desses valores e as informações gerenciais a respeito de tais fatos.

## Devoluções - Controle nas fichas do Inventário Permanente
As devoluções de compras serão registradas na Ficha de Controle, porém, não como saída de mercadorias, pois, desta forma, haveria alteração do valor do CMV (soma da coluna saída); na realidade, tais devoluções corrigem o valor de entrada. Portanto, devem ser registradas na coluna entrada, mas com valor negativo. (Podemos representar o valor negativo inserindo-o entre parênteses, ou registrando-o com cor diferente da do registro normal.)      
As devoluções de vendas também representam correção do valor exato das saídas; portanto, registramo-las também na coluna de saída, com valor negativo.

## Abatimentos e Descontos Comerciais - Controle nas Fichas do Inventário Permanente
Os abatimentos e descontos comerciais sobre compras são registrados também na coluna de entrada, com valor negativo, porém na parte relativa apenas a valores já que as quantidades de mercadorias permanecem inalteradas neste caso.
Os abatimentos de descontos comerciais sobre vendas simplesmente não são registrados na ficha de controle, pois alteram os valores de vendas apenas, e na ficha temos controle do estoque e do custo de mercadorias vendidas; e estes dois valores não se alteram com tais fatos.